# Немачка подморница У-60
Подморница У-60 је била Немачка подморница типа II-Ц и је коришћена у Другом светском рату. Подморница је изграђена 22. јул 1939. године и служила је у 5. подморничкој флотили (22. јул 1939 — 1. октобар 1939) - обука, 5. подморничкој флотили (1. октобар 1939 — 31. децембар 1939) - борбени брод, 1. подморничкој флотили (1. јануар 1940 — 18. новембар 1940) и 21. подморничкој флотили (19. новембар 1940 — 1. мај 1945).

## Служба
Подморница У-60, креће из базе Кил, 4. новембра 1939. године, на своју прву борбену патролу, која је трајала 18 дана, и завршила се 21. новембра, када је подморница упловила у Кил. Током 4. децембра, она прелази из базе Кил и базу Вилхелмсхафен, из које креће 12. децембра у нову патролу.
У 03:35 сати, 19. децембра 1939. године, британски трговачки брод  (заповедник Вилијам Скот Креиг) из конвоја FS-56, удара у једну мину, коју је подморница У-60 положила 15. децембра, и тоне у близини Крос Сенд Беја, Греит Јармут. Један члан посаде гине, док заповедника и 29 осталих чланова посаде спашавају британски обални бродови Corinia и Faxfleet, и фрегата HMS Tumby (FY 850).
Дана, 19. децембра 1939. године, У-60 се враћа у базу Кил ради поновног попуњавања, и 9. јануара 1940. године поново испловљава. Након 13 дана безуспешног патролирања, она упловљава у Вилхелмсхафен, из којег 14. фебруара креће у ново патролирање. Ни на овом патролирању, подморница У-60 не бележи никакве успехе, и враћа се 29. фебруара у Вилхелмсхафен. Наком мало више од месец дана - 4. април 1940. године, у склопу операције за освајање Норвешке и Данске, У-60 напушта базу Вилхелмсхафен. Иако се задржала на мору целих 24 дана, подморница У-60 и даље није имала успеха у лову на савезничке бродове. По упловљавању 27. априла у базу Кил, посада подморнице добија краћи одмор, да би 18. маја кренула на ново патролирање, које ће трајати 25 дана, и такође ће проћи безусшено за подморницу У-60. Након што је упловила 11. јуна у базу Кил, подморница У-60 пролази ремонт, и кроз месец и по дана – 30. јул, она креће у своју нову патролу.
Дана, 1. августа 1940. године, у 16:02 сати, холандска подморница О-21 уочава немачку подморницу У-60 у близини Бергена. Тринаест минута касније са даљине од 2.000 метара она испаљује два торпеда, али оба промашују. На подморници У-60 уопште нису били свесни да је на њих извршен торпедни напад. Касније истог дана у 18:00 сати, друга холандска подморница – О-22, патролирајући северно од подморнице О-21, такође уочава подморницу У-60, али је даљина била превелике те не врши торпедни напад. Следеће вече, подморница У-60 је грешком нападнута од немачких бомбардера Ју-88, из бомбардерског пука КГ30, који су полетели из Ставангера у Норвешкој да бомбардују базу Скапа Флоу – Оркнејска острва, али је подморница успела без оштећења да зарони.
У 21:47 сати, 13. августа, шведски трговачки брод Nils Gorthon, који је одлутао од конвоја HX-62, је погођен једним торпедом, које је испаљено са подморнице У-60, и тоне у року од два минута, на око 25 наутичких миља северно-североисточно од Мелин Хеда. Девет преживелих чланова посаде сакупља исландски рибарски брод Helgafell, и 19. августа их искрцава у Рејкјавик.
Подморница У-60 упловљава 18. августа у базу Лорјан – Француска, и свега три дана касније она креће у нову патролу.
У 00:00 сати, 31. августа 1940. године, холандски путнички брод Volendam је био погођен једним торпедом, које је испаљено са подморнице У-60, на око 200 наутичких миља западно од Блоди Форленда. Путнички брод  (заповедник Вепстер) је био додељен програму за евакуацију деце и на њему се у том тренутку налазило 273 члана посаде, 320 деце и њихових водича, као и 286 осталих путника. Торпедо које је погодило брод, отвара на њему једну рупу величине 16 пута 10 метара и вода продире у прво и друго одељење. Убрзо је постало неопходно да се брод напусти, мада то није био проблем пошто се још у луци то увежбавало, и деца су певала „Roll out the Barrel“ док су их пребацивали на друга три брода из конвоја (британски теретни брод Bassethound, британски танкер Valldemosa и норвешки теретни брод Olaf Fostenes), а затим су их вратили у Уједињено Краљевство. У овом нападу, погинуо је само један члан посаде, што показује да су британци веома дисциплиновано извели акцију спашавања деце и осталих путника са путничког брода. Међутим путнички брод Volendam не тоне и одвлаче га у Британију, где је оправљен и поново коришћен за превоз путника. До краја рата он је превезао око 100.000 сваезничких војника у Уједињено Краљевство..
Дана, 3. септембра 1940. године, у 03:26 сати, незаштићени британски трговачки брод  (заповедник Хенри Берфадер) је био погођен по средини брода једним торпедом са У-60, и тоне полако на око 180 наутичких миља западно-северозападно од Инистрахула. 
Три дана касније – 6. септембра, подморнива У-60 упловљава у базу Лоријан, из које 10 дана касније креће у ново патролирање. Након 17 дана патролирања – 2. октобра, У-60 упловљава у Берген - Норвешка, одакле 3 дана касније креће ка бази Кил, где стиже 8. октобра 1940. године. Подморница У-60 до краја рата служи као школски брод, и 2. маја 1945. године, потапа је посада у Вилхелмсхафену, како не би пала савезницима у руке.

## Команданти
- Георг Шеве (22. јул 1939 — 19. јул 1940) (Витешки крст)
- Адалберт Шне (19. јул 1940 — 5. новембар 1940) (Витешки крст)
- Георг Валас (6. новембар 1940 — 30. септембар 1941)
- Курт Пресел (1. октобар 1941. - мај 1942)
- Ханс Дитер Мохс (мај 1942. - 6. децембар 1942)
- Ото Хибшен (септембар 1942. - децембар 1942) - повремено
- Лудо Крегелин (7. децембар 1942 — 15. фебруара 1944)
- Херберт Гисеветер (16. фебруар 1944 — 28. фебруар 1945)

## Бродови
| Име брода | Држава               | Тежина      | Година изградње | Датум напада       | Напомена |
|           | Уједињено Краљевство | 4.373 тона  | 1924.           | 19. децембар 1939. | Потопљен |
|           | Шведска              | 1.787 тона  | 1921.           | 13. август 1940.   | Потопљен |
|           | Холандија            | 15.434 тона | 1922.           | 31. август 1940.   | Оштећен  |
|           | Уједињено Краљевство | 1.401 тона  | 1912.           | 3. септембар 1940. | Потопљен |
| --------- | -------------------- | ----------- | --------------- | ------------------ | -------- |